# Astragalus balchanensis
Astragalus balchanensis är en ärtväxtart som beskrevs av Antonina Georgievna Borissova. Astragalus balchanensis ingår i släktet vedlar, och familjen ärtväxter. Inga underarter finns listade i Catalogue of Life.